# پراهلادا (فیلم ۱۹۳۱)
«پراهلادا» (انگلیسی: Prahlad (1931 film)) فیلمی در ژانر درام است که در سال ۱۹۳۱ منتشر شد.